# Vliegveld Teuge

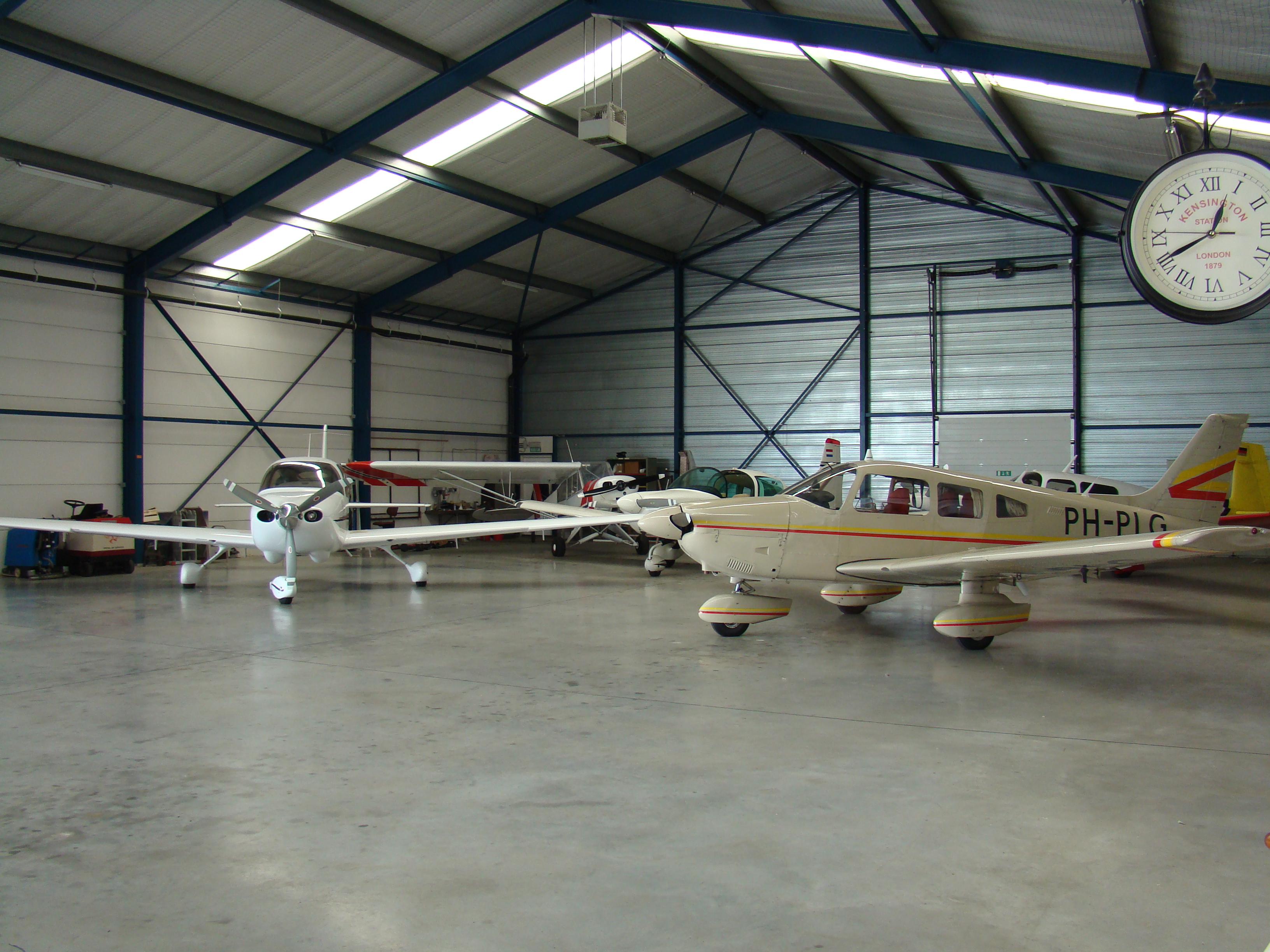
Hangar van Special Air Services

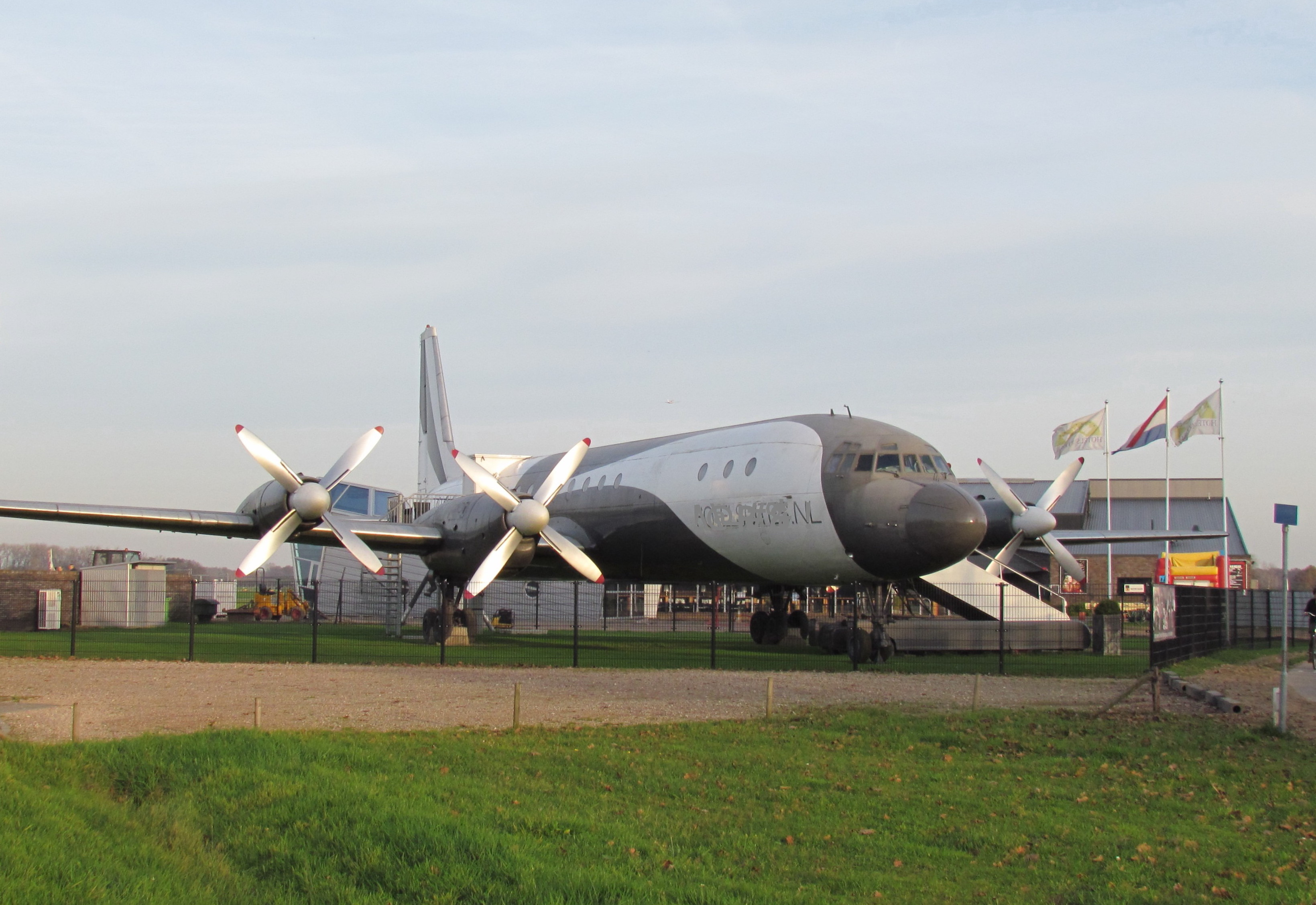
Vliegtuighotel

Vliegveld Teuge of Teuge Airport is een kleine luchthaven in de Nederlandse provincie Gelderland. Het kent een restrictie van maximaal 6000 kilogram per toestel. Het veld ligt direct ten noorden van het dorp Teuge, tussen Apeldoorn en Twello. De vier aandeelhouders in de onderneming zijn de gemeenten Apeldoorn, Deventer, Voorst en Zutphen.
De startbaan is verhard met asfalt, heeft een lengte van 1199 m en is 27 meter breed. Daarnaast beschikt het vliegveld een strip voor zweefvliegtuigen. De zweefvliegstrip bestaat uit gras, is 700 meter lang en ligt parallel aan de verharde startbaan. Een 700 meter lange grasbaan werd in 2013 gesloten.
Luchthaven Teuge is hoofdzakelijk bestemd voor kleine luchtvaart welke bestaat uit zakenvluchten, recreatieve vluchten, maatschappelijke vluchten (politie-, traumahelikopter; milieu-inspecties, kadaster), rondvluchten, valschermvluchten en zweefvliegactiviteiten. De luchthaven is 24 uur per dag beschikbaar voor de politie- en traumahelikopter.
De vele sportieve valschermsprongen leiden op en rond het vliegveld met enige regelmaat tot ernstige ongevallen.
Communicatie (VHF-band): Teuge radio 121,005 MHz en Teuge startplaats (zweefvliegen) 123,350 MHz

## Geschiedenis
Vliegveld Teuge werd op 26 september 1936 geopend. In de jaren 1920 waren er plannen voor het aanleggen van een vliegveld door ondernemers uit Deventer. Daar lag toen het noodlandingsterrein Deventer-Teuge waarvan men onderweg naar Duitsland gebruik kon maken. In de jaren 1930 werd een plaats gezocht voor een vliegveld waarbij de keuze viel op een terrein bij het dorp Teuge in de gemeente Voorst. In 1933 waren er plannen om 9 kilometer oostelijker, in een weidegebied onder Deventer, een vliegterrein te openen. Dit gebied heette naast Bergweide ook Teuge.
Na de bevrijding van de Duitse bezetting in Nederland, het einde van de Tweede Wereldoorlog begin mei, zetten op 2 augustus 1945 de toenmalige prinses Juliana en de prinsesjes Beatrix, Irene en Margriet voor het eerst weer voet op Nederlandse bodem op vliegveld Teuge, nadat ze in twee vliegtuigen van de Britse luchtmacht waren geland.
In juni 1948 werd een glas-in-loodraam onthuld ter nagedachtenis van vijf leden van Vliegclub Teuge: R. van Goens, H. Jansen, R.J. Snellen, G. Steen en J. Thijssen.
In de loop van de jaren 1950 werd het vliegveld weer in gebruik genomen. Het veld werd hoofdzakelijk voor recreatief luchtverkeer gebruikt maar met de economische groei veranderde dit in de jaren 1960. Er kwam wat beroepsluchtvaart naar Teuge en de vliegopleidingen werden gestart.
In 1979 werd de grasbaan verhard. Het aantal bedrijven groeide en plannen voor uitbreiding van het vliegveld werden uitgewerkt.
In september 1985 werd door HKH prinses Margriet een gedenkplaat onthuld bij het vliegveld, ter gelegenheid van haar terugkomst en die van haar zusjes en moeder Juliana in Nederland in 1945.
In 2014 werd de baan voorzien van een GPS-naderingsprocedure en baanverlichting (LED) en werd een nieuw gebouw voor de luchthavendienst opgeleverd.

## Bedrijven
In 2009 is een 'vliegtuighotel' geopend, een door Jan des Bouvrie ingerichte suite, gevestigd in een Iljoesjin Il-18. Dit van de nationale DDR-maatschappij Interflug afkomstige toestel was het dienstvliegtuig van partijleider Honecker.
In 2010 kwam een nieuw bedrijventerrein beschikbaar en werd een deel van de percelen in gebruik genomen. Tevens vierde de luchthaven het 75-jarig bestaan.
Op Luchthaven Teuge zijn een aantal luchtvaart gerelateerde bedrijven gevestigd die vliegopleidingen aanbieden, vliegtuigonderhoud doen, rondvluchten, proefvlieglessen, luchtfotografie, zweefvliegen, parachutespring- en luchtreclamevluchten aanbieden.

## Toekomst
In 2016 kreeg Teuge, net als alle andere Nederlandse vliegvelden, door een fout van het ministerie een verdubbeling van de geluidsruimte toegewezen. Er waren maximaal 160.000 vliegbewegingen per jaar mogelijk. Na correctie van de berekeningen en 1-op-1 omzetting, zijn er 80.000 vliegbewegingen toegestaan.
In juni 2017 werd bekend dat de aanvliegroutes naar Lelystad Airport over Teuge gaan lopen. Als gevolg daarvan zullen de vanaf Teuge uitgevoerde vluchten met valschermspringers aanzienlijk worden beperkt.